# Кемппинен, Лотта
Ло́тта Ке́мппинен (фин. Lotta Kemppinen; род. 1 апреля 1998 года, Хельсинки, Финляндия) — финская легкоатлетка, специализирующаяся в беге на короткие дистанции. Серебряный призёр чемпионата Европы 2021 года в помещении на дистанции 60 метров.

## Биография и карьера
На чемпионате Европы 2015 года среди юношей в Эскильстуне, Кемппинен выбыла в полуфинальном раунде в беге на 100 метров. В 2019 году на аналогичном чемпионате континента в Евле, на дистанции 100 метров она заняла итоговое шестое место.
В 2019 году она приняла участие в международном состязании между взрослыми легкоатлетами Финляндии и Швеции.
Кемппинен обладательница золотых медалей на дистанции 100 метров на национальном чемпионате в 2019 и 2020 годах, а также серебряной медали на 200 метров в 2020 году и бронзовой на этой же дистанции в 2019 году.
В закрытых помещениях она является национальной чемпионкой на дистанции 60 метров в 2020 и 2021 годах. Призёр чемпионата Финляндии в эстафетных забегах.
В феврале 2021 года Лотта побила национальный рекорд Финляндии на дистанции 60 метров в помещениях, теперь он равен 7,16 секундам.
Её личные рекорды на дистанции 100 метров — 11,45 и 200 метров — 23,56, установлены в летнем сезоне 2020 года.
На Чемпионате Европы в помещении в польском Торуне в марте 2021 года завоевала серебряную медаль на дистанции 60 метров с результатом 7,22.
Она представляет клуб HIFK, тренируется у Мерви Бранденбурга. До 2010 года выступала за клуб ViipU. Лотта завершила обучение на факультете пищевой промышленности Хельсинкского университета и продолжает обучение в магистратуре.

## Основные результаты
| Соревнования                      | Место проведения | Место | Дистанция | Результат |
| --------------------------------- | ---------------- | ----- | --------- | --------- |
| Чемпионат Европы 2021 в помещении | Торунь, Польша   | 2     | 60 м      | 7,22      |